# 1. bataljon (Slovensko domobranstvo)
1. bataljon je bil bataljon, ki je deloval v sestavi Slovenskega domobranstva med drugo svetovno vojno.

## Zgodovina
Bataljon je bil ustanovljen oktobra 1943 in decembra 1943 preimenovan v I. bojno skupino.
Naloga bataljona je bila predvsem straža na blokih okupirane Ljubljane.